# Ванатори (Телеорман)
Ванатори (рум. Vânători) насеље је у Румунији у округу Телеорман у општини Лиса. Oпштина се налази на надморској висини од 26 m.

## Становништво
Према подацима из 2002. године у насељу је живело 824 становника, од којих су сви румунске националности.